# Sven Moeschlin
Sven Moeschlin (* 4. April 1910 in Rättvik, Schweden; † 5. Juni 2005 in der Schweiz) war ein Schweizer Arzt, Hämatologe, Toxikologe und Autor.

## Biografie
Moeschlin war ein Sohn des Schweizer Schriftstellers und Politikers Felix Moeschlin und der schwedischen Künstlerin Elsa Moeschlin-Hammar. Sein Bruder war Walter Johannes Moeschlin. Bis 1914 lebte die Familie in Schweden. Danach zogen sie nach Brissago.
Moeschlin studierte von 1928 bis 1934 an der Universität Zürich Medizin und promovierte 1937. Von 1937 bis 1953 war er Assistenzarzt in der Medizinischen Klinik in Zürich unter der Leitung von Wilhelm Löffler. Während der Kriegsjahre war er als Rotkreuz-Arzt in Südtirol tätig. Er organisierte 1945 ein Auffangspital für erkrankte Italiener aus deutschen Gefangenen- und Konzentrationslagern. Internationale Bekanntheit erlangte er durch sein Tätigkeit als Privatdozent (ab 1945) mit einer Arbeit über die Milzpunktion.
In der Nachkriegszeit gründete er 1948 die Europäische Gesellschaft für Hämatologie mit. Bis 1960 fungierte er als deren Generalsekretär. Sein Forschungsschwerpunkt war u. a. die Toxikologie. 1952 erschien sein Vergiftungsbuch. Dieses gilt als Standardwerk für Notfallstationen. 1997 erstellte er als Experte zu einem Winterthurer Giftmord ein Ergänzungsgutachten.
1954 wurde er Chefarzt für Innere Medizin am Bürgerspital in Solothurn. In diesem Jahr lieferte er die Erstbeschreibung der Angioimmunoblastischen Lymphadenopathie. Er gehörte zu den ersten die in Europa Methotrexat anwandten. 1970 erlangte er die Lehrbefugnis als außerordentlicher Professor für die Universität Basel. Er emeritierte 1976.
Seit 1988 ist er Ehrenmitglied der Deutschen Gesellschaft für Hämatologie und Medizinische Onkologie.
Moeschlin schrieb neben Fachbüchern auch den Roman Das Doppelleben des Jacky Houston und den Erlebnisbericht Unter meinem chinesischen Kampferbaum.
Er war verheiratet mit Vonette Moeschlin-Sandoz (1910–1987) und hatte drei Töchter und einen Sohn.

## Veröffentlichungen (Auswahl)
- Poisoning. 1. Auflage. Grune & Stratton, New York 1965 (englisch).
- Terapia medica. 1. Auflage. Milano: Vallardi 1973 (italienisch).
- Therapie-Fibel der inneren Medizin. neubearbeitete und erweiterte 4. Auflage. Thieme, Stuttgart 1974, ISBN 978-3-13-378504-4.
- Klinik und Therapie der Vergiftungen. neubearbeitete und erweiterte 7. Auflage. Thieme, Stuttgart 1986, ISBN 978-3-13-378407-8.
- Unter meinem chinesischen Kampferbaum, Erlebnisbericht. Rothenhäusler Auflage. Stäfa 1995, ISBN 978-3-907960-69-1.
- Das Doppelleben des Jacky Houston, Roman. Rothenhäusler, Stäfa 1998, ISBN 978-3-907817-05-6.